# Фіалка Рівіна
Фіалка Рівінієва або фія́лка Ріві́на (Viola riviniana) — вид трав'янистих рослин родини фіалкові (Violaceae), поширений у Європі й Північній Африці. Вид був названий на честь німецького ботаніка, Августуса Квірінуса Рівінуса (1652—1722).

## Опис
Це багаторічні трав'янисті рослини заввишки 5–30 см із вертикальними темними кореневищами. Стебла листяні, гіллясті, зазвичай голі (іноді рідко волохаті). Листки в прикореневій розетці і чергуються на стеблі, черешкові; пластини від широко сердцевидих до майже ниркоподібних, із закругленими зубцями, яскраво-зелені, коротковолосисті; прилистки лінійно еліптичні, з довгими верхівками, як правило, щільно й струнко-зубчасті. Квіти поодинокі, кивальні. Квіти: віночки зигоморфні (симетричні лише в одній площині), від синіх до фіалкових з білими внутрішніми частинами (іноді повністю білі), 1.4–2.5 см в ширину; пелюсток 5, перекриваються; чашолистків 5; тичинок 5. Плоди — голі, 3-клапанні, яйцеподібні або довгасті капсули, 8–12 мм. Насіння від блідо до світло-коричневого, 1.8–2.1 мм.
Квітне з квітня по червень. Запилювачами є комахи, особливо мухи. Насіння поширюється самостійно або його збирають мурахи.

## Поширення
Північна Африка (Алжир, Марокко, Туніс) Азія (Ліван); Європа (Білорусь, Естонія, Латвія, Литва, Росія — європейська частина, Україна, Австрія, Бельгія, Чехословаччина, Німеччина, Угорщина, Люксембург, Нідерланди, Польща, Швейцарія, Данія, Фарерські острови, Фінляндія, Ісландія, Ірландія, Норвегія [вкл. Шпіцберген], Швеція, Велика Британія, Албанія, Болгарія, колишня Югославія, Греція, Італія, Румунія, Андорра, Франція, Португалія, Іспанія). Інтродукований до Північної Америки (штати Каліфорнія, Орегон, Вашингтон) й Австралії. Населяє листяні ліси, молоді ліси, узлісся, чагарники, молоді луки, бідні трав'янисті області, парки, узбіччя доріг, тріщини в тротуарах. В Європі, крім альпійських районів, є загальним компонентом флори.
В Україні зростає в лісах — тільки в Поліссі, зрідка. Входить до списку рослин, які потребують охорони на території Сумської області.

## Використання
Використовують есенції у парфумерії. Лікарське застосування: як потогінний і відхаркувальний засіб.

## Галерея

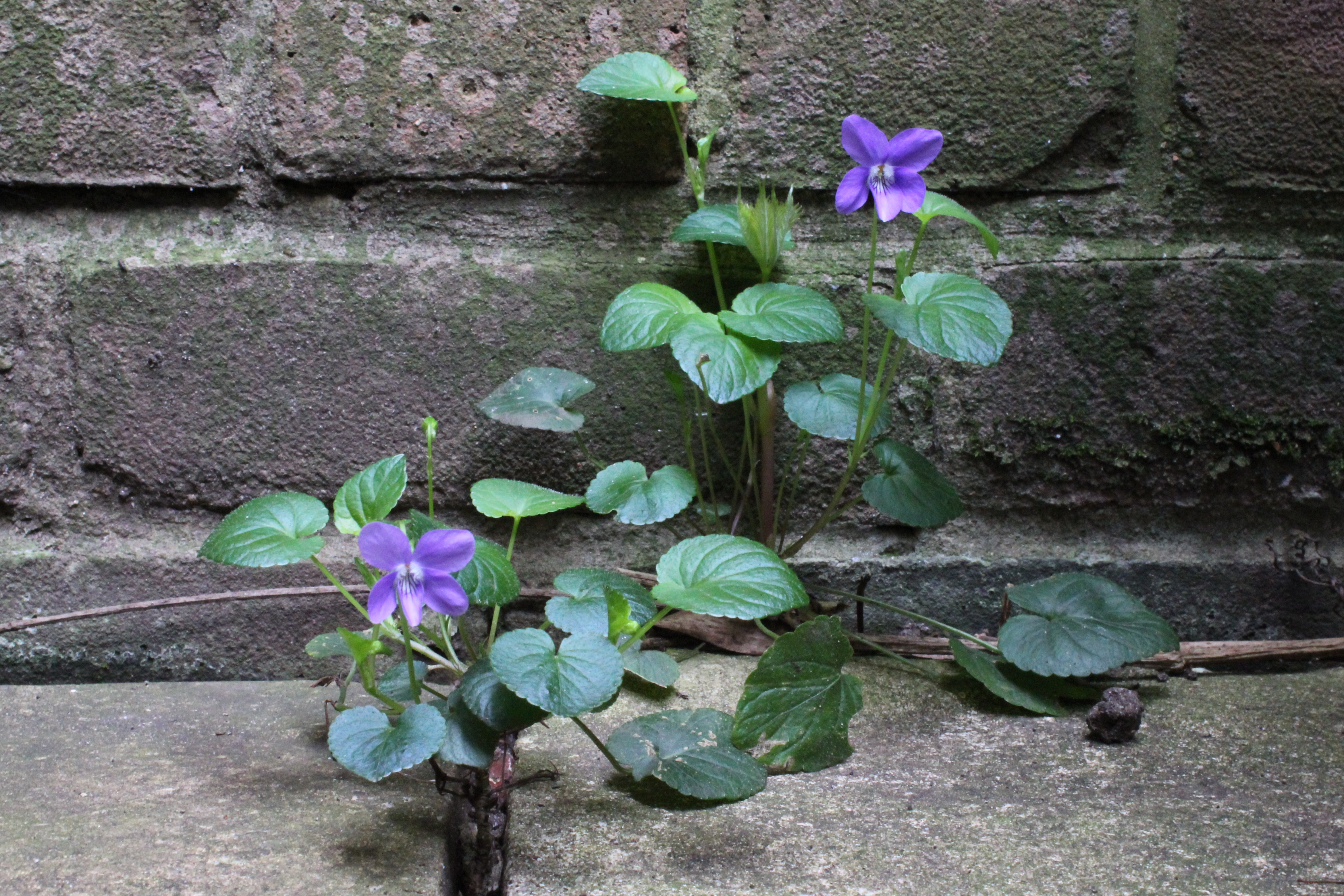
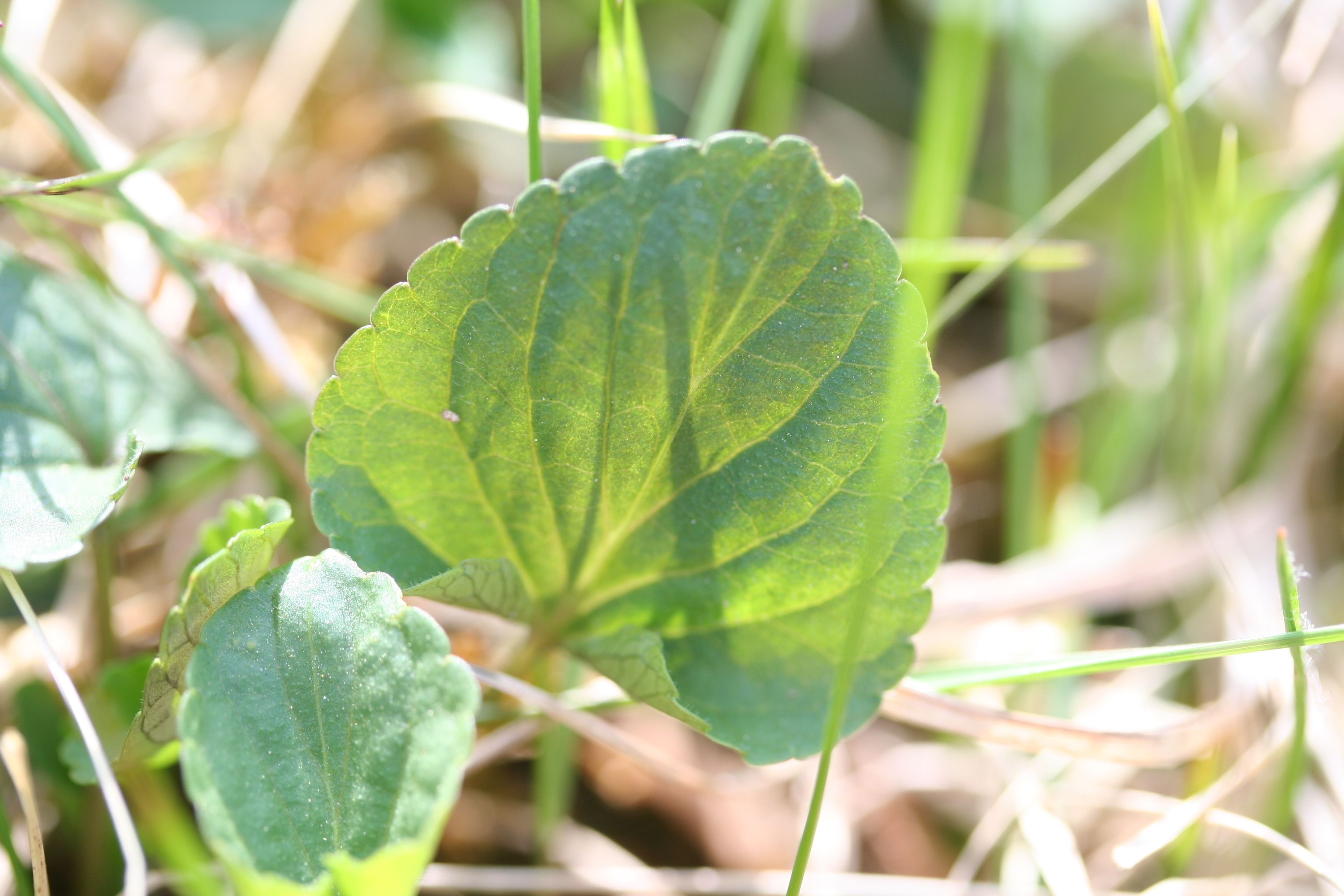
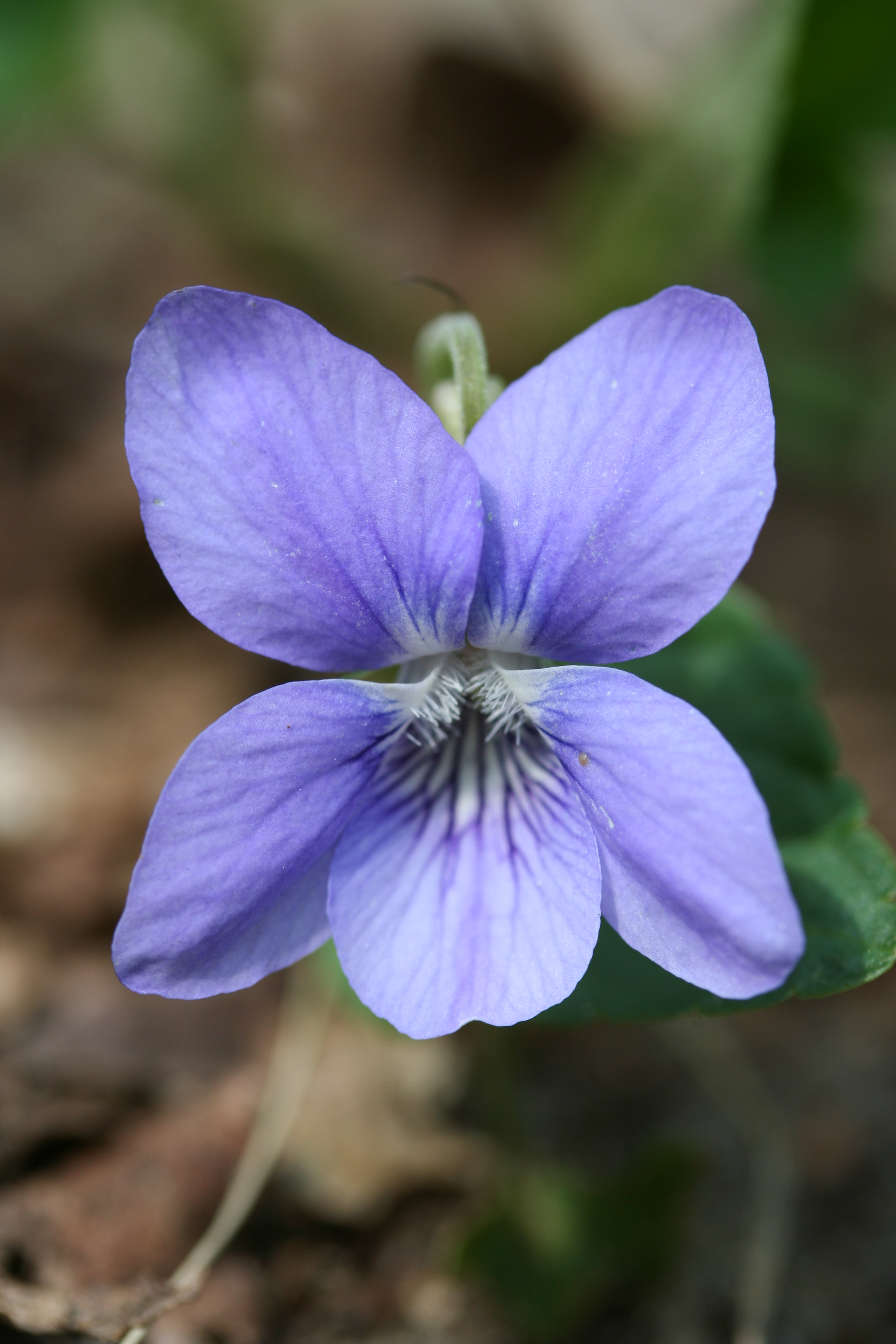
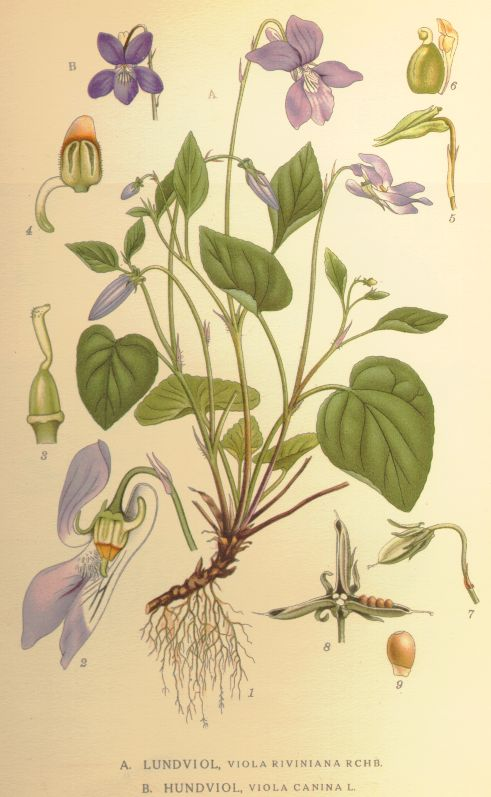